# Ircha

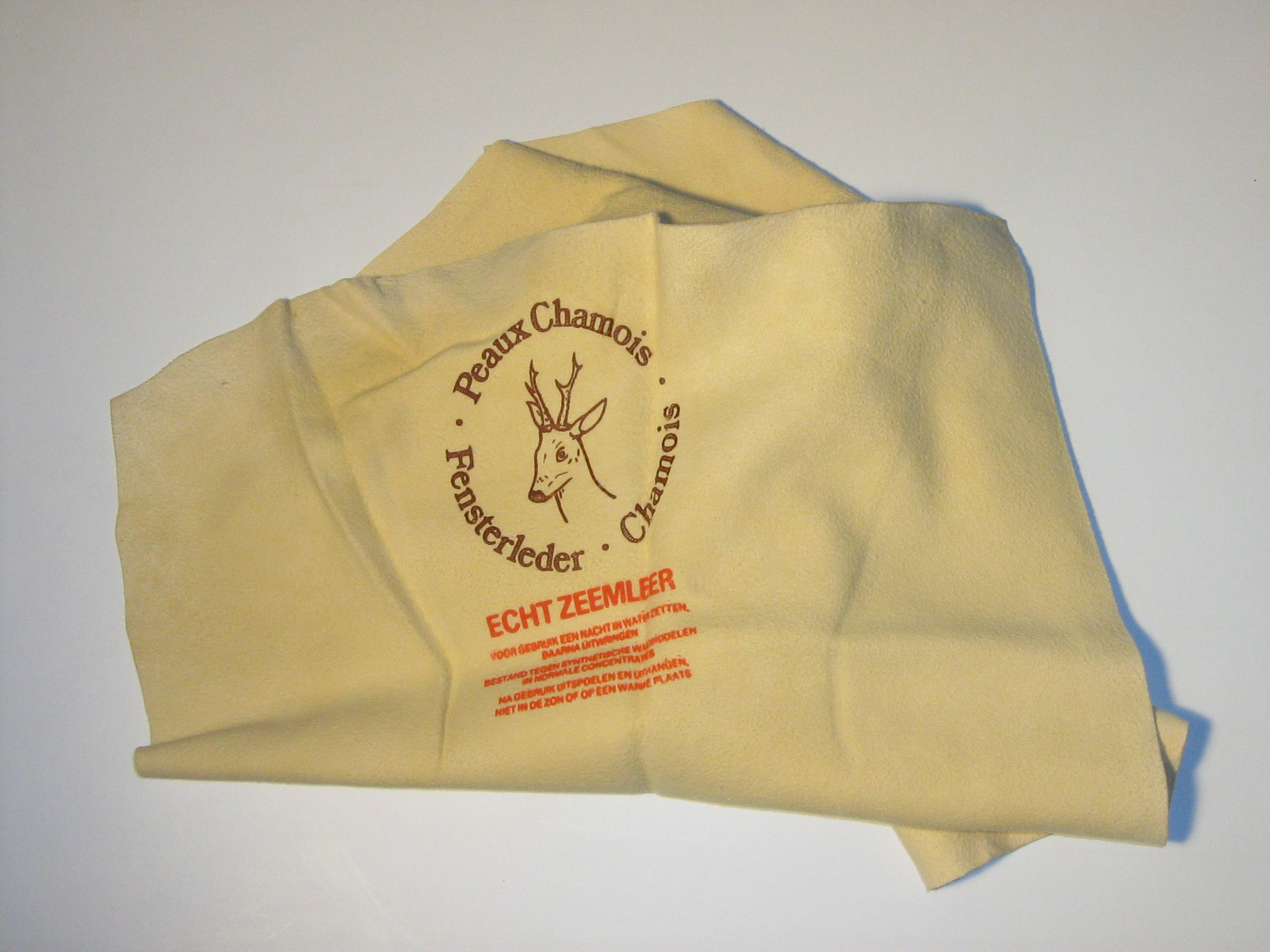
Ściereczka irchowa

Ircha (łac. hircus – kozioł) – wyprawiona cienka skóra owcza bądź innych zwierząt, znajdująca zastosowanie przy polerowaniu i czyszczeniu delikatnych gładkich powierzchni, np. karoserii samochodowych, przyrządów optycznych, okularów. Także materiał syntetyczny o podobnych właściwościach. Ircha produkowana jest przez garbowanie owczej lub jagnięcej skóry z użyciem oleju z wątroby ryb morskich, wnikającego w jej strukturę. Cechuje się dobrym wchłanianiem płynów. W dawniejszych czasach ircha była używana także do oczyszczania rtęci przez przefiltrowywanie oraz sporadycznie stosowana w filtrach paliwa.